# Anerincleistus floribundus
Anerincleistus floribundus är en tvåhjärtbladig växtart som beskrevs av George King. Anerincleistus floribundus ingår i släktet Anerincleistus och familjen Melastomataceae. Inga underarter finns listade i Catalogue of Life.